# El Espíritu de Lúgubre
El espíritu de Lúgubre es un grupo de música folk castellano-leonesa, creado en 1998. Se autodenominan folk ficticio, ya que sus temas no se caracterizan por ser antiguos, sino nuevos con sabor antiguo, como una propuesta de reinvención del folklore ibérico.
En 2006 formaron parte del Festival Internacional del Mundo Celta de Ortigueira. En 2012 publicaron su primer y único disco, Viaje iniciático al folk ficticio y ese mismo año el grupo se disolvió.

## Miembros
- Silverio Cavia (Silberius deUra, actualmente actúa como Neonymus): compositor, acordeón, trikitixa
- Miguel Ángel Azofra : guitarra acústica (6 y 12 cuerdas)
- Joaquín García : contrabajo, baqueta
- Mario Mayoral : cajón flamenco, darbouka
- Julián García : flautas, gaitas, panderetas

## Discografía
- Viaje iniciático al folklore de ficción, 2012